# Neresheim
Neresheim è un comune tedesco di 8 064 abitanti situato nel land del Baden-Württemberg. È stabilito nell Härtsfeld una zona collinosa nei alpi sveve.
Il comune ha varie attrazioni turistiche: notevoli sono l‘Abbazia Neresheim con una chiesa di Balthasar Neumann, e la Härtsfeldbahn, una ferrovia turistica.

## Amministrazione

### Gemellaggi
- Bagnacavallo, dal 1994
- Strzyżów, dal 2006
- Aix-en-Othe, dal 2012